# Actia vulpina
Actia vulpina là một loài ruồi trong họ Tachinidae.